# Појана (Брустури-Драганешти)
Појана (рум. Poiana) насеље је у Румунији у округу Њамц у општини Брустури-Драганешти. Oпштина се налази на надморској висини од 346 m.

## Становништво
Према подацима из 2002. године у насељу је живело 834 становника, од којих су сви румунске националности.